# Барросаш-и-Таяш
Барросаш-и-Таяш (порт. Barroças e Taias) — район (фрегезия) в Португалии, входит в округ Виана-ду-Каштелу. Является составной частью муниципалитета Монсан. По старому административному делению входил в провинцию Минью. Входит в экономико-статистический субрегион Минью-Лима, который входит в Северный регион. Население составляет 357 человек на 2001 год. Занимает площадь 2,46 км².